# Iknadios Bedros XVI. Batanian
Iknadios Bedros XVI. Batanian, auch als Ignace Pierre XVI Batanian oder Ignace Petros XVI. Batanian bekannt, armenisch: Իգնատիոս Պետրոս ԺԶ Պաթանեան (* 15. Februar 1899 in Mardin, Türkei; † 9. Oktober 1979 in Bzommar, Libanon) war der sechzehnte Patriarch von Kilikien der Armenisch-Katholischen Kirche.

## Leben
Iknadios Batanian empfing am 29. Juni 1921 die Priesterweihe. Am 5. August 1933 wurde er zum Bischof von Mardin ernannt und am 29. Oktober 1933 spendete ihm Erzbischof Avedis Bedros XIV. Arpiarian, der Patriarch von Kilikien, die Bischofsweihe. Es folgte am 10. August 1940 die Ernennung zum Titularerzbischof von Gabula und am 6. Dezember 1952 übernahm er das Erzbischofsamt von Aleppo. Mit der Berufung zum Patriarchalvikar und Weihbischof im Patriarchat von Kilikien wurde er zum Titularerzbischof von Colonia in Armenia ernannt.
Am 4. September 1962 wurde er als Iknadios Bedros (Petrus) XVI. Batanian zum Patriarchen von Kilikien gewählt. Diese Wahl von der Armenisch-katholischen Bischofssynode wurde am 15. November 1962 durch den Heiligen Stuhl bestätigt.
Gemäß den Altersbestimmungen wurde er am 22. April 1976 emeritiert. Er war von 1969 bis 1976 Präsident der Armenisch-katholischen Bischofssynode und 1962 bis 1965 Teilnehmer an den vier Sitzungsperioden des Zweiten Vatikanischen Konzils. In seiner Amtszeit erneuerte er das Kloster der Patriarchalen Kongregation von Bzommar und ließ in Ainjar (Libanon) ein armenisch-katholisches Waisenhaus errichten.

## Konsekrationen
Als Patriarch von Kilikien war er Hauptkonsekrator von:
- Georges Layek zum Erzbischof von Aleppo
- Mesrop Terzian zum Titularbischof von Comana Armeniae als Weihbischof in Beirut
- Léonce Tchantayan zum Bischof von Ispahan, Iran
- Paul Coussa zum Titularbischof von Colonia in Armenia als Weihbischof im Syrisch-katholischen Patriarchat von Antiochia
- Hemaiag Guedikian CAM zum Titularerzbischof von Chersonesus in Zechia (späterer Patriarch von Kilikien)
- André Bedoglouyan ICPB zum Titularbischof von Comana Armeniae als Weihbischof im Patriarchat von Kilikien
- Krikor Ayvazian zum Bischof von Kamichlié, Syrien
- Jean Kasparian ICPB zum Erzbischof von Bagdad, Irak (später Patriarch von Kilikien)
- Vartan Tekeyan ICPB zum Bischof von Ispahan
- und Mitkonsekrator von:
  - Hovhannes Baptist Apcar zum Bischof von Ispahan, Iran
  - Joseph Gennangi zum Bischof von Kamichlié, Syrien und
  - Raphaël Bayan ICPB zum Titularbischof von Taua als Koadjutoreparch von Iskanderiya, Ägypten